# Chef d’escadron

Chef d’escadron(s)
Chef de bataillon
Chef d’escadrille

Chef d’escadron ist ein Dienstgrad des französischen Heeres und der Gendarmerie nationale, der mit dem „Commandant“ (Major) gleichzusetzen ist. Den Rang „Major“ gibt es in den französischen Offiziersrängen nicht. Der Commandant wird zum „Chef d’escadron“ sobald er das Kommando über eine entsprechende Einheit übernommen hat. D. h., er bleibt zwar Commandant, diese Bezeichnung wird jedoch nur noch in der persönlichen Anrede (oui, mon commandant) verwendet, solange er in der Kommandofunktion ist. Im Schriftverkehr unter anderem wird er dagegen als Chef d’escadron (z. b. als Unterschrift: Dupont, Chef d’escadron) bezeichnet. Verlässt er diesen Posten, entfällt diese Vorgehensweise. 
Der „Chef d’escadron“ (CEN), ist somit der unterste Stabsdienstgrad in der Kavallerie, der Artillerie, dem Train (Versorgungstruppe) und der Gendarmerie. Der männliche „Chef d’escadron“ wird im Gegensatz zur Dienstgradbezeichnung mit „Mon commandant“ angesprochen, bei weiblichen Offiziere lautet die Anrede nur „Commandant“, auch im Plural. („Mon“ ist eine Verballhornung von „Monsieur“, damit ist nicht das mit „mon“ übersetzte „mein“ gemeint. Mon Commandant heißt daher nicht übersetzt „mein Commandant“, sondern steht eigentlich für „mein Herr Commandant“ und ist daher für weibliche Commandanten unbrauchbar.) 
In der Infanterie und bei den Pionieren wird der gleiche Rang als „Chef de bataillon“ (CBA), bei den Heeresfliegern als „Chef d’escadrille“ bezeichnet.
Diese Ränge stammen aus der Zeit, als die Regimenter so umfangreich waren, dass sie bei Manövern aufgeteilt werden mussten, da anderweitig sonst die Trompetensignale nicht mehr überall gehört werden konnten. So entstanden z. B. die Bataillone, die Groupes d’escadrons (bei der Kavallerie), und die Groupes de batteries (bei der Artillerie).
AbweichungIn der „Arme blindée et cavalerie“ (ABC) wird die abweichende Bezeichnung „Chef d’escadrons“ (CES) auch für Einzelpersonen im Plural verwendet. Um die grammatikalische und kulturelle Haarspalterei auf die Spitze zu treiben, kam und kommt es immer wieder vor, dass einige daran festhalten, das „End-s“ auszusprechen, was in der französischen Sprache nicht üblich ist. Dadurch wird klargestellt, dass es sich bei dem „Chef d’escadrons XY“ um einen Reiter (Cavalier), und nicht etwa um einen geringer geschätzten Artilleristen, einen Gendarmen oder gar einen Trainsoldaten (Tringlot) handelt.
In der „Arme blindée et cavalerie“ wird die Escadron als kleinste selbstständige Einheit (Unité élémentaire) nicht von einem „Chef d’escadrons“, sondern von einem „Capitaine commandant d’unité élémentaire“ (CDU) befehligt.

## Quelle
- Les grades de Direction générale de l’armement. Armée de Terre - Ministère de la Défense (Hrsg.).